# Maria Franziska von Eptingen
Maria Franziska von Eptingen, eigentlich Franziska von Eptingen (* 1631 in Oberhagenthal; † 27. April 1707 in Olsberg) war eine Äbtissin in Vorderösterreich.

## Leben
Maria Franziska von Eptingen, Taufname Franziska, entstammte dem Basler Adel und war die Tochter von Hermann von Eptingen († 27. Januar 1655), Herr zu Neuweiler, Nieder- und Oberhagental und Oberdorf, und dessen Ehefrau Cleophe († 25. September 1641), Tochter des Johann Christoph Truchsess von Rheinfelden und der Martha Zündt von Kenzingen. Nach dem frühen Tod ihrer Mutter heiratete ihr Vater in zweiter Ehe Katharina von Eptingen, in der Folge erhielt sie acht Stiefgeschwister.
1650 leistete sie ihr Ordensgelübde im Zisterzienserinnenkloster Olsberg, das damals noch zu Österreich gehörte, und erhielt ihren Vornamen Maria. Sie wurde später Priorin und Novizenmeisterin; 1670 wurde sie zur Äbtissin des Klosters gewählt. Sie bewährte sich in ihrer Amtszeit als Verwalterin des Klosterbesitzes, und nach Beendigung des Dreißigjährigen Krieges als Bauherrin des verwüsteten Klosters. Sie war massgeblich für das barocke Aussehen der Klosterkirche und hier besonders für den 1673 geweihten Hochaltar mit ihrem Familienwappen über dem Hauptbild verantwortlich. Erst fünfzig Jahre nach dem Überfall schwedischer Truppen 1633, bei dem die Soldaten die Klostergebäude, die Kirche und Einrichtungsgegenstände sowie Teile des Ortes Olsberg verwüsteten, konnte die Äbtissin die grossen Teils unbewohnbaren Gebäude wiederherstellen lassen. Sie erhielten zwischen 1683 und 1689 im Wesentlichen ihr heutiges Aussehen.
Weil sich das Haus des Klosters in Wettingen während des Dreissigjährigen Krieges als nicht genügend gesichert erwies, erwarb sie 1674 von der Stadt Basel die in Liestal gelegene Landschreiberei. Das 1571 errichtete Haus, das bis dahin als Sitz des Schultheissen diente, diente als Zufluchtsort für Kriegszeiten. Das Gebäude erhielt den Namen Olsbergerhof.
1688 konnte sie, mit Hilfe des Paters Joachim aus dem Kloster Einsiedeln und dessen Bruder, des päpstlichen Schweizergardisten Conrad Pfyffer, und mit der Erlaubnis von Papst Innozenz XI., die Gebeine des römischen Katakombenheiligen Viktor in die Klosterkirche überführen. Damit wurde das Kloster Ziel von Pilgern und erhielt eine neue Einnahmequelle.
Kurz vor ihrem Tode setzte sich die Äbtissin 1704 in der Nähe der Stammburg ihres Geschlechts, in Diegten, dessen Pfarrei als Vergabung (Schenkung) eines Mathias von Eptingen im Mittelalter an das Kloster Olsberg gekommen war, ein Denkmal. Sie ließ das Pfarrhaus neu errichten, woran noch heute eine Inschrift erinnert.